# ZIL (stanice Moskevského centrálního okruhu)
ZIL (rusky ЗИЛ) je stanice na Moskevském centrálním okruhu. Je pojmenována podle nedaleké bývalé automobilky.

## Charakter stanice
Stanice ZIL se nachází ve čtvrti Danilovskij rajon (Даниловский район ) pod estakádou Prospektu Lichačova (Проспект Лихачёва) v prostoru bývalé automobilky ZIL, kde nyní probíhá intenzivní rezidenční výstavba. V blízkosti stanice se nachází sportovní centrum Park Legend.
Stanice má jedno ostrovní nástupiště. Disponuje dvěma vestibuly z každé strany trati. Západní vestibul bude sloužit pro přestup nyní rozestavěnou stanici ZIL na Troické lince metra. Stanice by měla být dokončena do konce roku 2024. Dále by zde měla vzniknout i stanice ZIL na perspektivní Birjuljovské lince.